# Museo

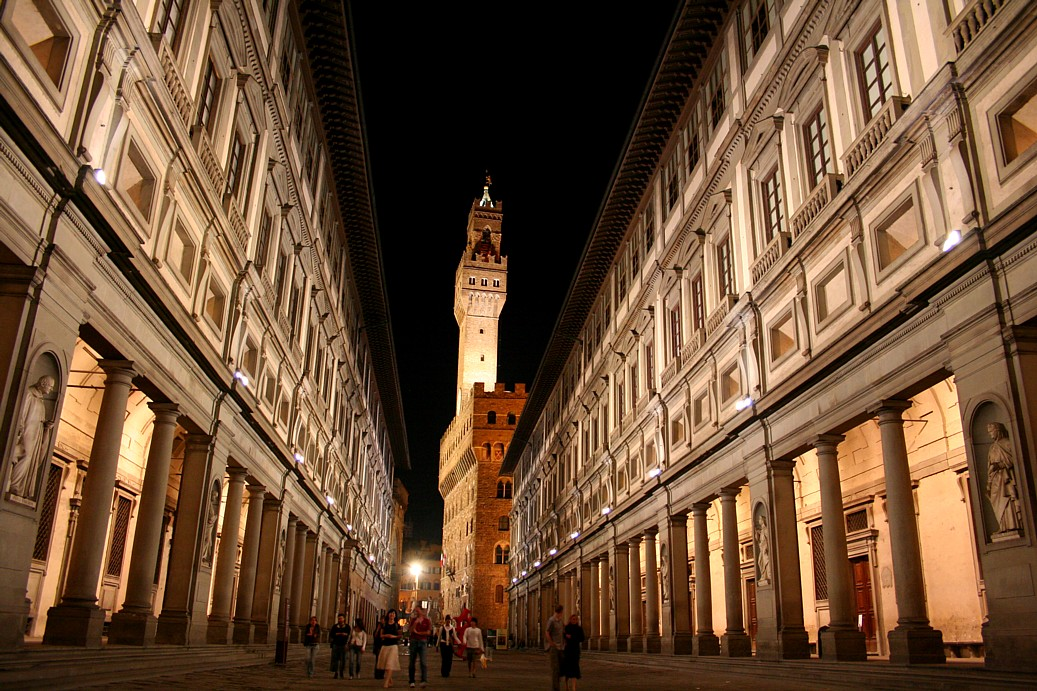
La Galleria degli Uffizi a Firenze.

Il museo è una raccolta, pubblica o privata, di manufatti relativi a uno o più settori della cultura (tra cui in particolare, per tradizione, l'arte), della scienza e della tecnica. L'International Council of Museums lo definisce «un’istituzione permanente senza scopo di lucro e al servizio della società, che effettua ricerche, colleziona, conserva, interpreta ed espone il patrimonio materiale e immateriale. Aperti al pubblico, accessibili e inclusivi, i musei promuovono la diversità e la sostenibilità. Operano e comunicano eticamente e professionalmente e con la partecipazione delle comunità, offrendo esperienze diversificate per l’educazione, il piacere, la riflessione e la condivisione di conoscenze.». 
I musei – gli edifici e le loro collezioni – fanno parte del patrimonio culturale materiale delle nazioni del mondo e sono luoghi di cultura insieme ad altre istituzioni culturali quali biblioteche, archivi, parchi e aree archeologiche e complessi monumentali. I musei, insieme ad archivi e biblioteche, sono talvolta raggruppati e abbreviati con l'espressione MAB (musei, archivi, biblioteche); in inglese si usa l'espressione GLAM (galleries, libraries, archives and museums) per fare riferimento in particolare il patrimonio digitale dei musei. 
I musei nel mondo sono oltre 95.000 (a fronte di 22.000 nel 1975), aumentando in modo significativo in relazione al turismo culturale.
I musei sono attualmente confrontati con temi quali la provenienza delle loro collezioni, diritti di proprietà, identità culturale, sostenibilità e ruolo sociale.

## Definizione di museo

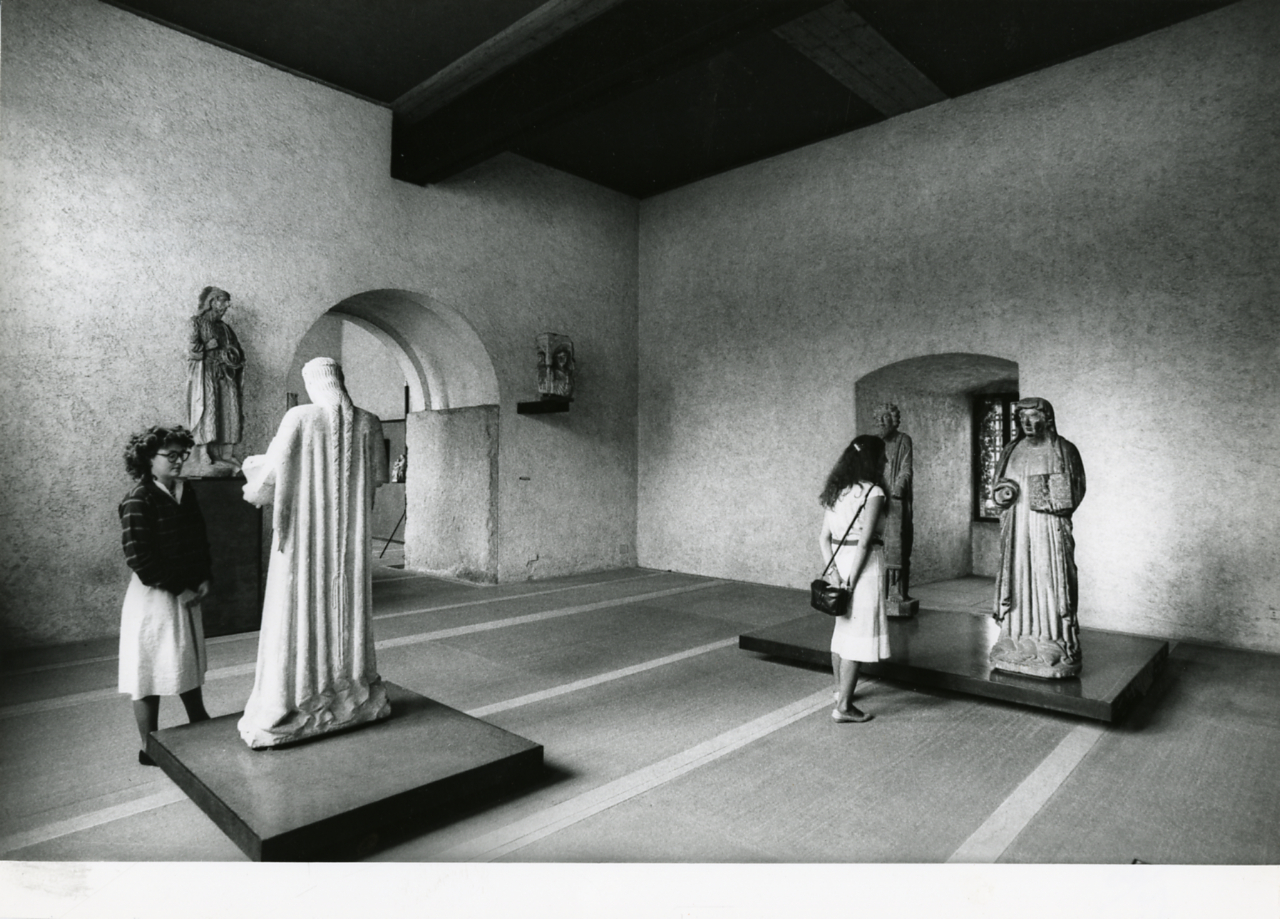
Una visita al museo in una foto di Paolo Monti. Castelvecchio, Verona.

La definizione di museo è data nel 2022 dall'ICOM, l'International Council of Museums che è il network internazionale dei musei. La definizione dell'ICOM è adottata anche dall'UNESCO.
Aperti al pubblico, accessibili e inclusivi, i musei promuovono la diversità e la sostenibilità.
Operano e comunicano eticamente e professionalmente e con la partecipazione delle comunità, offrendo esperienze diversificate per l’educazione, il piacere, la riflessione e la condivisione di conoscenze.»
Si arriva a questa definizione dopo una lunga discussione con i musei e questa definizione soppianta quella del 2014, introducendo i temi di accessibilità e inclusione nei musei, diversità, sostenibilità, codice etico, coinvolgimento delle comunità, condivisione di conoscenze (correlato a tema dell'Open Access nei musei), luogo di riflessione e caratterizzando i musei come enti senza scopo e al servizio della società. 

## Etimologia
Il termine museo deriva dal greco antico mouseion (Μουσεῖον), «luogo sacro alle Muse», figlie di Zeus e protettrici delle arti e delle scienze, patronate da Apollo e dal latino Musēum. Il termine viene usato per la prima volta per definire il Museo di Alessandria d'Egitto.

## Origini e storia del museo

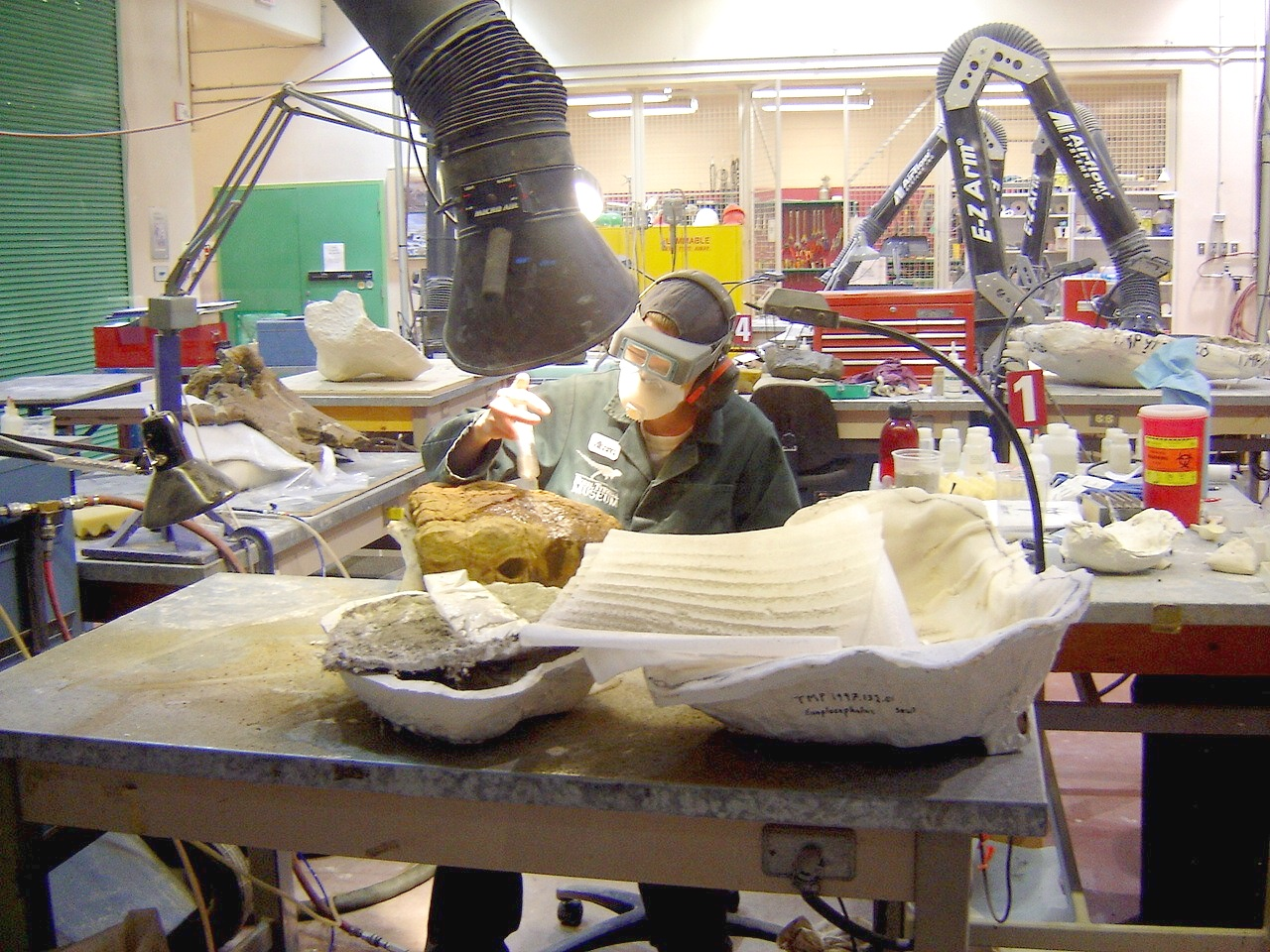
Sovente i musei sono dotati di laboratori di preparazione e restauro degli oggetti esposti; nell'immagine il laboratorio paleontologico del Royal Tyrrell Museum

Intorno al 530 a.C. la sacerdotessa e principessa Ennigaldi, con il supporto del padre Nabonide, realizzò il cosiddetto museo di Ennigaldi-Nanna, che è da considerarsi come il primo o uno dei primi musei mai realizzati.
Il Museo di Alessandria, sorto in età ellenistica, viene considerato come il vero primo museo della storia. Venne istituito dal re Tolomeo I: esso era un luogo di culto che ospitava una comunità scientifica e letteraria, la quale svolgeva le proprie attività consacrandole alle Muse. Secondo Timone di Fliunte gli studiosi che vi vivevano erano alienati dalla realtà ed estremamente litigiosi, mentre Callimaco narra che vi fossero continue gelosie.
La direzione del Museo era affidata ad un εлιστάτης: la stessa funzione era attribuita al cosiddetto scolarca del Peripato (il Liceo fondato da Aristotele).
In età moderna, il concetto di museo come oggi lo intendiamo noi venne sviluppato per la prima volta da Paolo Giovio nella sua villa-museo a Como, mentre per il primo vero museo aperto al pubblico bisognò aspettare il 1734, quando a Roma, sotto il pontificato di Clemente XII, si aprì la collezione dei Musei Capitolini.

## Aspetti normativi
In qualità di beni culturali, i musei e le loro collezioni sono tutelati dalle normative nazionali e dagli accordi internazionali in materia di protezione dei beni culturali. 
- Convenzione dell'Aia del 1954 sulla salvaguardia dei beni culturali in tempo di guerra.
- Convenzione di Parigi del 1970, per vietare e impedire l’importazione, l’esportazione e il trasferimento di proprietà illeciti di beni culturali.
- Convenzione di Faro del 2005.

Inoltre i musei sono oggetto di una serie di raccomandazioni e documenti redatti dall'UNESCO e dall'ICOM
- 1986 (2001 e 2004) Codice etico dell'ICOM per i musei
- 2015 Raccomandazione UNESCO dedicata alla protezione e promozione dei musei e delle collezioni, della loro diversità e del loro ruolo nella società

Negli Stati Uniti l'America Alliance of Museums (AAM) ha un ruolo centrale nell'accompagnare i musei statunitensi nella definizione di standard, pratiche professionali e questioni etiche.

### Codice etico dell'ICOM per i musei
Il Codice etico dell’ICOM per i musei è un documento approvato nel 1986, modificato nel 2001 e revisionato nel 2004. Il codice etico presenta uno standard minimo e richiede ai musei di rispettare otto principi chiave: i musei assicurano la conservazione, l’interpretazione e la valorizzazione del patrimonio naturale e culturale dell’umanità; custodiscono le loro collezioni a beneficio della società e del suo sviluppo; custodiscono testimonianze primarie per creare e sviluppare la conoscenza; contribuiscono alla valorizzazione, alla conoscenza e alla gestione del patrimonio naturale e culturale; le risorse presenti nei musei forniscono opportunità ad altri istituti e servizi pubblici; operano in stretta collaborazione con le comunità da cui provengono le collezioni e con le comunità di riferimento; operano nella legalità; operano in modo professionale.

## Studi sui musei
La museologia è la disciplina che studia i musei, il loro funzionamento e finalità. La disciplina si è sviluppata in particolare alla fine del Novecento con diversi approcci nazionali. Lo studio dei musei è diventato sempre più diffuso in considerazione anche alla crescita esponenziale del numero di musei nel mondo. 
I musei sono studiati e analizzati anche da storici dell'arte (studi sulle collezioni, sulla storia delle istituzioni d'arte e delle esposizioni), archeologi, economisti della cultura (impatto economico della cultura e impatto sullo sviluppo territoriale, marketing e fundraising), antropologi e sociologi dell'arte (dinamiche sociali dell'arte, ruolo dei musei, coinvolgimento delle comunità, mondo e sistema dell'arte, cultura materiale, ruolo delle collezioni, definizione di opera d'arte), studiosi di comunicazione, restauratori (conservazione preventiva, metodi di organizzazione dei depositi, manutenzione dei beni, restauro) e museografi (costruzione, sistemazione e allestimento dei musei, catalogazione dei beni, impianti tecnici, organizzazione e gestione dei musei). 

## Ruolo dei musei
I musei hanno ruoli diversi che sono valorizzati dalle organizzazioni internazionali, nazionali e tematiche che li sostengono. 
Tra gli argomenti a sostegno dei musei vi è il loro ruolo sociale (sono aperti a tutti, sono un riferimento per la comunità, sono accessibili online, coinvolgono volontari, offrono servizi sociali, sono collocati in luoghi diversi e anche fuori dai grandi centri urbani), di protezione e conservazione del patrimonio e delle specie, educativo (collaborano con le scuole, sono visitati da tantissimi studenti, contribuiscono alla formazione anche in sinergia con i programmi scolastici), economico (creano posti di lavoro e contribuiscono all'economia nazionale) e di benessere e salute pubblica (contribuiscono alla salute cognitiva). 

### Il ruolo sociale dei musei
È stato fatto notare che nel terzo millennio, come già prefigurato da Paul Valery, il « veloce sviluppo delle tecniche della  riproducibilità ed il loro indiscriminato utilizzo hanno coinvolto anche il settore dei beni culturali e le istituzioni museali». Una considerazione fatta dagli studiosi è quella di valutare il monumento (da monere ricordare) quale tesoro, ovvero il museo: «È evidente che, se ci si riferisce al concetto di museo, la connessione monumento / documento (Le Goff) acquista il suo più pieno significato concettuale. (...) la conoscenza del sapere, nell'età (...) caratterizzata dalla cultura della complessità, dovrà essere gestita nella logica della globalità». Da qui deriva quel salto epistemologico per cui a una concezione di raccolte museali guidata «da una logica classificatoria positivista e totalizzante» vada necessariamente affiancata una parte culturale, e viene citato il «progetto del Musée imaginaire, il museo dei musei di André Malraux».
Il pubblico dei musei è un tema centrale nella classificazione e valutazione delle istituzioni e nella ridefinizione del ruolo e delle attività museali nel tempo.

## Numero di musei al mondo
UNESCO fornisce delle stime sul numero di musei nel mondo.
| Regione                       | Stima 2021 | Percentuale 2021 |
| ----------------------------- | ---------- | ---------------- |
| Europa occidentale e altri    | 30.628     | 29,5%            |
| Europa orientale              | 11.366     | 11%              |
| America latina e Caraibi      | 8.716      | 8,4%             |
| Asia e Pacifico               | 18.180     | 17,5%            |
| Africa                        | 868        | 0,8%             |
| Stati arabi                   | 757        | 0,7%             |
| Santa Sede                    | 19         | 0,02%            |
| Totale osservatori permanenti | 19         | 0,02%            |
| Israele                       | 226        | 0,2%             |
| Stati Uniti d'America         | 33.082     | 31,9%            |
| Totale non membri             | 33.308     | 32,1%            |
| Totale                        | 103.842    | 100%             |

| Numero di musei | Numero di nazioni | Nazioni |
| --------------- | ----------------- | --- |
| > 5.000 musei   | 5                 | Cina, Germania, Giappone, Russia, Stati Uniti d'America |
| 2.001-5.000     | 5                 | Brasile, Canada, Francia, Italia, Gran Bretagna |
| 1.001-2000      | 8                 | Argentina, Messico, Polonia, Repubblica di Corea, Spagna, Svezia, Svizzera, Thailandia |
| 501-1.000       | 10                | Australia, Austria, Belgio, Georgia, Iran, Norvegia, Paesi Bassi, Portogallo, Ucraina, Ungheria |
| 201-500         | 23                | Arabia Saudita, Azerbaigian, Bulgaria, Cechia, Cile, Colombia, Cuba, Danimarca, Finlandia, Georgia, Grecia, India, Irlanda, Israele, Kazakistan, Malesia, Mongolia, Nuova Zelanda, Perù, Romania, Slovacchia, Sud Africa, Uruguay |
| 101-200         | 17                | Armenia, Bolivia, Cipro, Croazia, Ecuador, Estonia, Etiopia, Filippine, Indonesia, Lettonia, Lituania, Myanmar, Moldavia, Paraguay, Serbia, Uzbekistan, Vietnam |
| 51-100          | 10                | Albania, Cambogia, Camerun, Egitto, Kirghizistan, Singapore, Slovenia, Tagikistan, Tunisia, Venezuela |
| 26-50           | 20                | Algeria, Bosnia ed Erzegovina, Burkina Faso, Capo Verde, Costa Rica, Giordania, Islanda, Libia, Lussemburgo, Macedonia del Nord, Malta, Marocco, Namibia, Nepal, Nicaragua, Nigeria, Pakistan, Palestina, Siria, Sri Lanka |
| 11-25           | 29                | Andorra, Angola, Bangladesh, Bielorussia, Corea del Nord, Costa d'Avorio, Repubblica Centrafricana, Repubblica Dominicana, El Salvador, Emirati Arabi Uniti, Giamaica, Guatemala, Honduras, Iraq, Kenya, Laos, Libano, Madagascar, Mali, Montenegro, Mozambico, Oman, Panama, San Marino, Senegal, Sudan, Togo, Turkmenistan, Zimbabwe |
| 1-10            | 60                | Afghanistan, Antigua e Barbuda, Bahamas, Bahrain, Barbados, Belize, Benin, Bhutan, Botswana, Brunei, Burundi, Ciad, Comore, Congo, Isole Cook, Repubblica Democratica del Congo, Guinea, Guinea Equatoriale, Guinea-Bissau, Eritrea, Eswatini, Figi, Gabon, Gambia, Ghana, Grenada, Guyana, Haiti, Kuwait, Lesotho, Liberia, Malawi, Maldive, Isole Marshall, Mauritania, Mauritius, Monaco, Niger, Niue, Palau, Papua Nuova Guinea, Qatar, Ruanda, Santa Lucia, Samoa, Sao Tome e Principe, Seychelles, Sierra Leone, Isole Salomone, Somalia, Suriname, Tanzania, Timor Est, Tonga, Trinidad e Tobago, Uganda, Vanuatu, Yemen, Zambia |
| Nessun museo    | 9                 | Gibuti, Dominica, Kiribati, Micronesia, Nauru, Saint Kitts e Nevis, Saint Vincent e Grenadine, Sud Sudan, Tuvalu |

## Tipi di musei
I tipi di musei variano, da quelli di maggiore dimensioni spesso situati nelle grandi città, a quelli di più piccole dimensioni.
Sono presenti numerosissime tipologie di musei: arti figurative, arti applicate, artigianato, archeologia, antropologia e etnologia, storia, storia militare, scienze, tecnologia, museo dei bambini, storia naturale, numismatica, giardini botanici e zoologici e filatelia.
All'interno di queste tipologie, molti musei si specializzano ulteriormente: come ad esempio i musei d'arte moderna, storia locale, storia dell'aviazione, agricoltura o geologia.

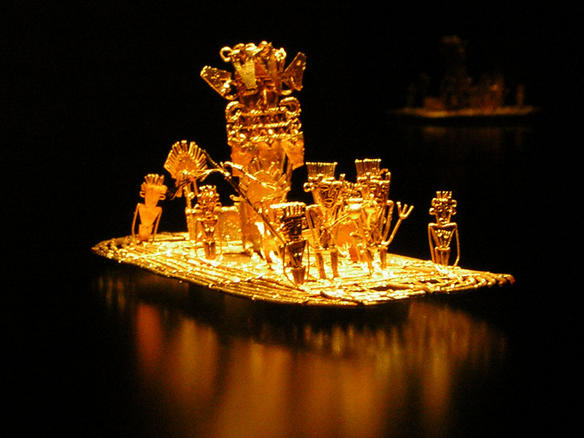
Il Museo dell'oro di Bogotà

Gli oggetti delle collezioni presenti all'interno di un museo sono spesso registrati e catalogati permettendo al visitatore di conoscere l'anno di datazione, la provenienza e l'autore degli artefatti. I responsabili che si occupano delle collezioni o mostre vengono chiamati curatori.

### Musei archeologici

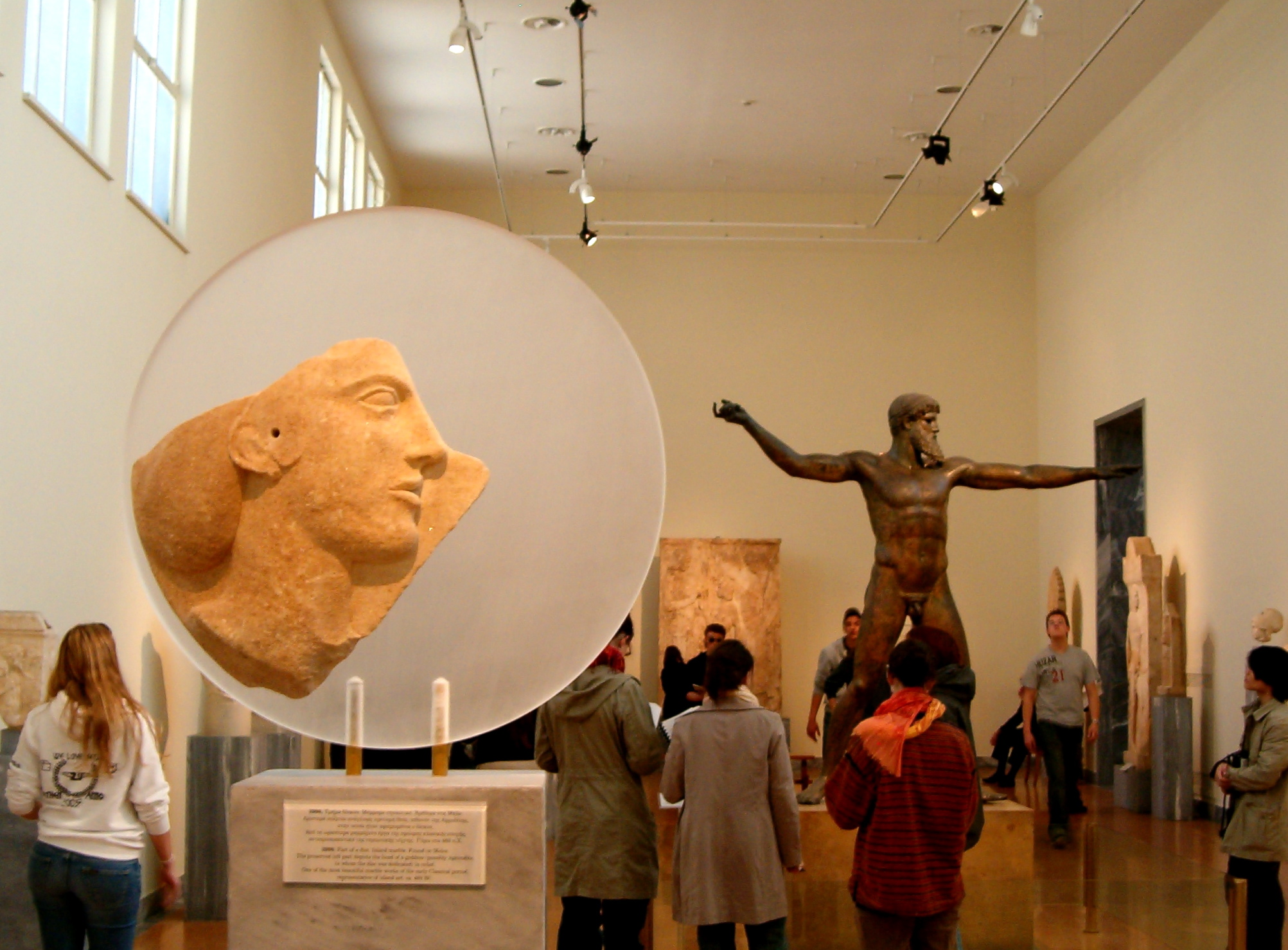
Una sala del Museo archeologico di Atene

Per museo archeologico si intende una struttura di tipo museale la cui vocazione è improntata sull'esposizione di collezioni di manufatti del periodo che comprende la Preistoria e l'Età antica, sebbene spesso comprenda anche esposizioni relative a manufatti ed opere che coprano produzioni fino alla fine del XVIII secolo e talvolta anche oltre.

### Musei d'arte

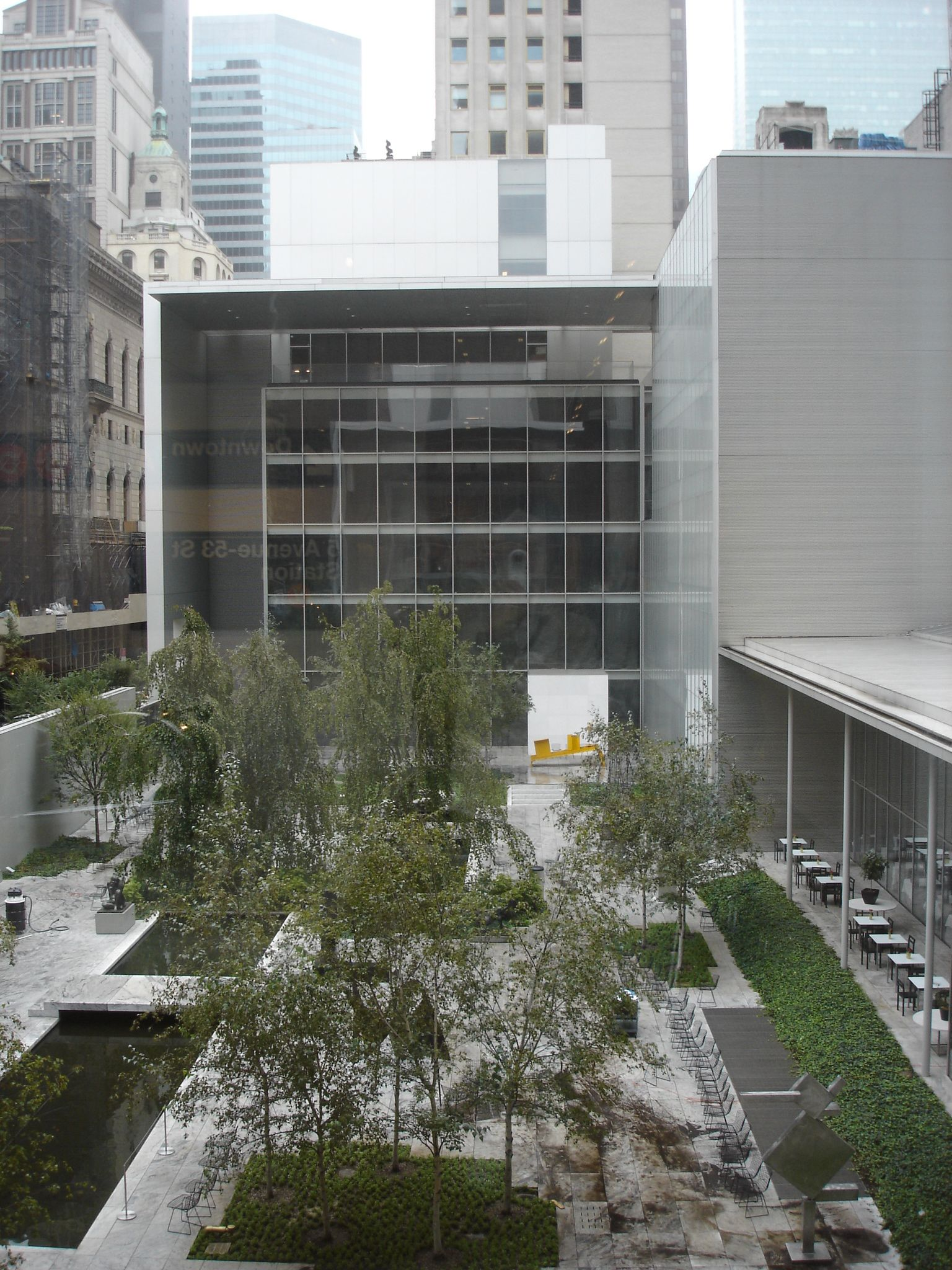
Museum of Modern Art di New York

Un museo d'arte, o anche galleria d'arte, è una struttura che spazia dalla pittura alla scultura, dalla fotografia alla videoarte, dalle installazioni artistiche ad elementi di design (arredamento, abbigliamento), una galleria d'arte può presentare opere di un singolo artista oppure di vari autori. Le opere d'arte ivi esposte possono essere frutto di: acquisti, prestito per esposizione, donazioni.

### Musei all'aperto
Un museo all'aperto è un particolare tipo di museo, le cui opere sono raccolte in ambienti all'aperto. I primi musei all'aperto sono stati istituiti in Scandinavia verso la fine del XIX secolo, ma presto l'idea si è diffusa nel resto d'Europa e del Nord America.
I musei all'aperto possono essere musei-villaggi, musei-fattoria, musei viventi di storia, e musei di costume. In Francia a partire dagli anni settanta, è stato creato anche l'ecomuseo il quale si è successivamente diffuso negli altri paesi.

### Museo etnografico
I musei etnografici raccolgono manufatti risalenti a civiltà primitive o antiche, o oggetti relativi alle arti e alle tradizioni popolari. I musei della civiltà contadina sono spesso anche musei etnografici. Esempi di musei etnografici sono il Museo nazionale delle arti e tradizioni popolari a Roma, il Museo etnografico di Budapest, il Museo folcloristico nazionale della Corea.

### Museo biografico
I musei biografici sono dedicati all'esposizione di oggetti relativi alla vita di una singola persona o di un gruppo di persone. In alcuni casi espongono anche oggetti appartenenti a collezioni del soggetto o relativi alla sua attività. In alcuni casi sono situati in luoghi associati alla vita del soggetto, come la casa natale.

### Museo marittimo o oceanografico

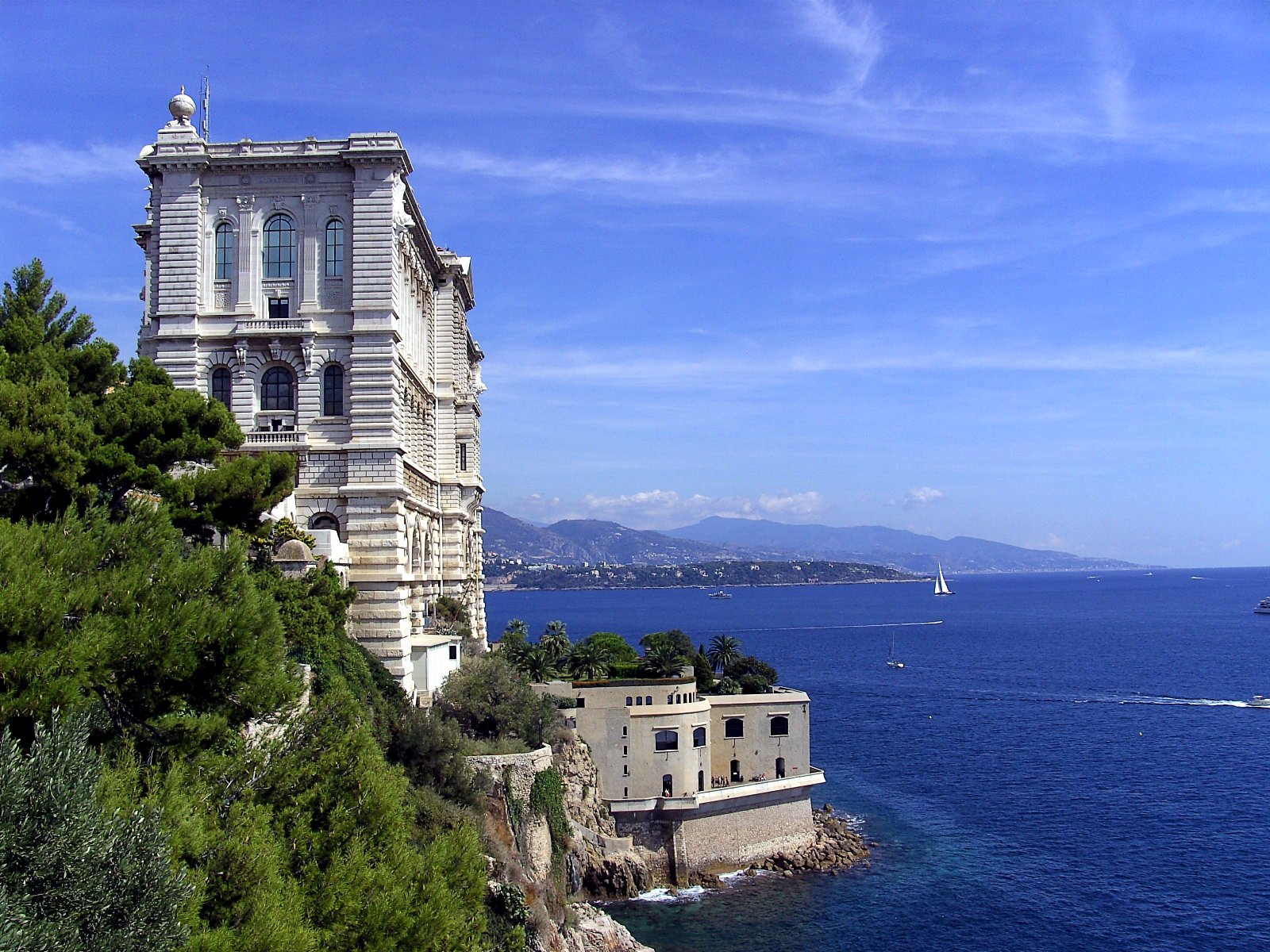
Museo Oceanografico di Monaco

I musei marittimi sono specializzati nella visualizzazione di oggetti relativi a navi e viaggi su mari, laghi o fiumi. Essi possono includere una nave storica (o una replica), diventando così una nave-museo.
Mentre i musei oceanografici, oltre ai reperti di interesse marittimo, possono contenere anche acquari.

#### Acquario

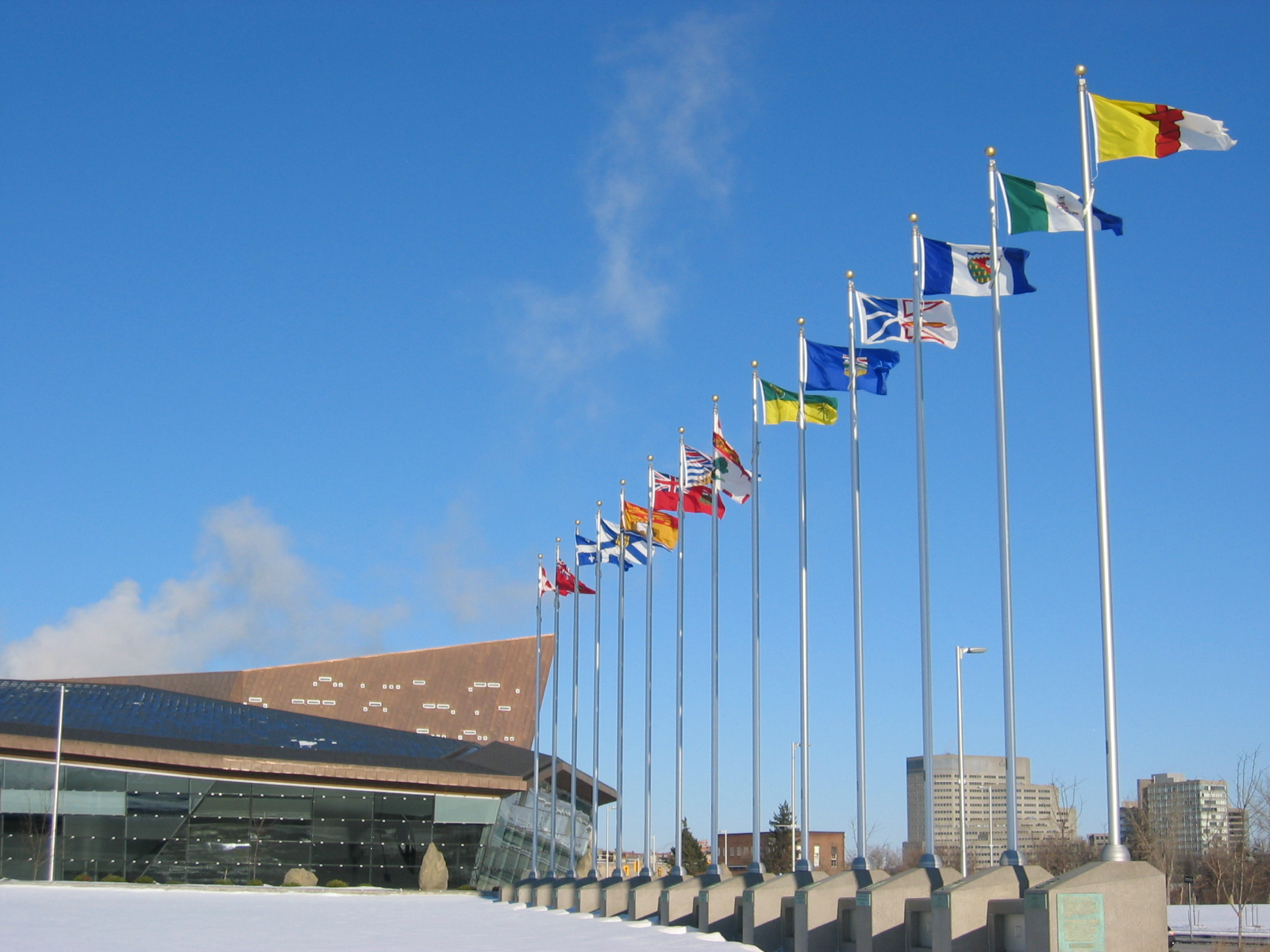
Il Canadian War Museum di Ottawa

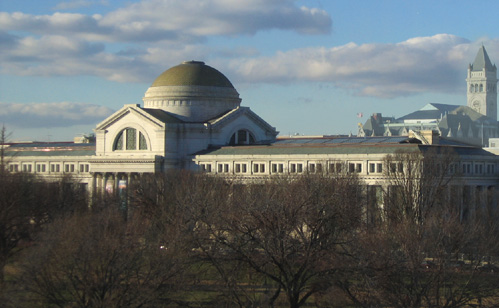
Il National Museum of Natural History di Washington

Un acquario è quel luogo deputato alla conservazione e allo studio degli ambienti e delle forme di vita acquatiche, tra cui pesci, invertebrati, anfibi, rettili o piante. Esso è sostanzialmente analogo ad uno zoo per le specie ittiche e rappresenta quindi un vero e proprio museo vivente.

### Musei militari o di guerra
I musei militari o di guerra sono spesso associati ai musei storici. In essi, in generale, sono conservati armi, altre attrezzature militari, uniformi, manifesti di propaganda bellica o mostre sulla vita dei civili in tempo di guerra.

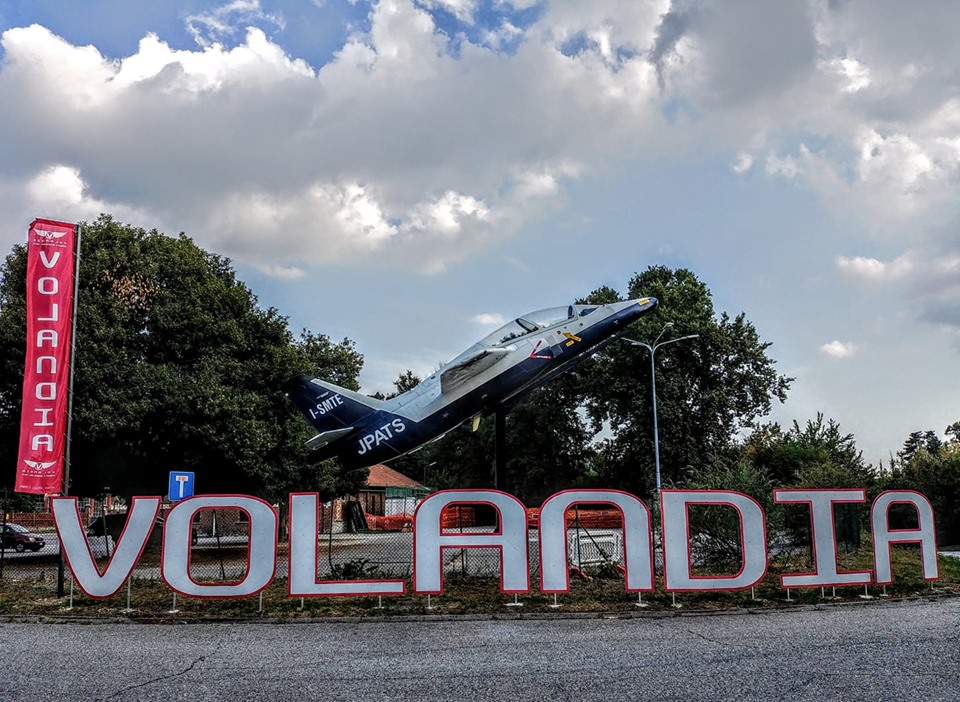
Ingresso del Parco e Museo del Volo di Volandia

### Musei scientifici
I Musei scientifici o tecnologici si basano sui successi scientifici, per spiegare le invenzioni usano una combinazione di manifestazioni, programmi interattivi che possono essere utilizzati da tutti. Alcuni musei hanno temi come: computer, aviazione, ferrovie, fisica, astronomia o regno animale.
Questi musei posso ospitare planetari o sale IMAX anche per la visione di film o cortometraggi in 3D.

### Musei di storia naturale o di scienze naturali
I musei di storia naturale o scienze naturali mostrano il mondo naturale. All'interno di essi possiamo trovare ossa o scheletri di animali estinti, come i dinosauri, animali impagliati, educarci su questioni ambientali, come i mutamenti climatici, la biodiversità, l'evoluzione dell'uomo.

### Musei storici

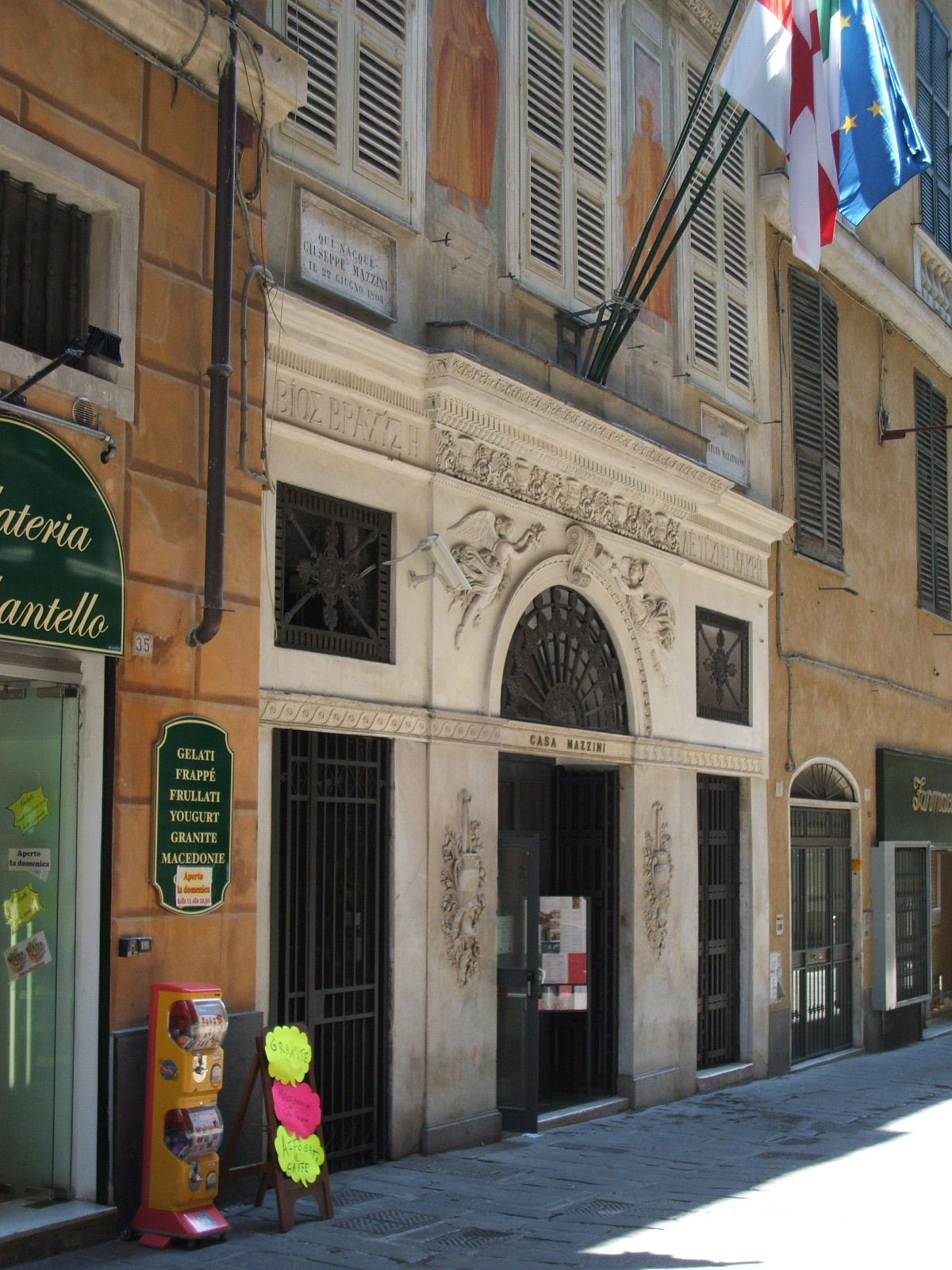
Il Museo del Risorgimento e istituto mazziniano di Genova

I musei storici hanno il compito di conservare la conoscenza della storia per capire il presente e futuro. Alcuni musei trattano di storia locale, altri invece di storie che hanno avuto rilevanza nazionale o internazionale, come il Risorgimento per l'Italia, Guerra di secessione per gli Stati Uniti d'America o come le due grandi guerre per il mondo.
Un altro tipo di museo storico è quello dedicato ad un grande personaggio, di enorme spicco per la società locale o nazionale, che spesso troviamo in case dove essi sono nati, cresciuti, vissuti o morti.
Anche dei siti storici possono diventare dei musei, come il Tuol Sleng Genocide Museum, il campo di concentramento di Auschwitz o anche il Colosseo e i Fori Imperiali.

### Musei virtuali
Il museo virtuale è una delle forme più esplicite con cui un museo cerca di promuoversi e rinnovare l'interesse per le opere d'arte poste al suo interno, in un contesto sempre più competitivo e sempre più difficile per la sua affermazione. La rivoluzione informatica e l’affermarsi della rete come medium hanno segnato una sostanziale trasformazione nei processi di comunicazione nel museo e hanno portato a ripensare criticamente il concetto di pubblico. Il destinatario della comunicazione non è più solo il visitatore che è fisicamente all’interno del museo (onsite), ma è anche, e sempre più spesso, un pubblico online che accede al museo attraverso la rete.

### Parchi archeologici
Il parco archeologico è un ambito territoriale caratterizzato da importanti evidenze archeologiche e dalla compresenza di valori storici, paesaggistici o ambientali, attrezzato come museo all'aperto.

### Parchi zoologici e giardini botanici
Il giardino zoologico o parco zoologico, più comunemente chiamato zoo, è il luogo dove vengono esposti al pubblico animali. Essi possono essere locali o esotici. Generalmente considerati importanti luoghi ricreativi, specialmente per le famiglie, i maggiori giardini zoologici svolgono un'importante funzione nel campo dell'educazione naturalistica ed ambientale, nella ricerca scientifica e nella conservazione della biodiversità.
L'Orto botanico, o giardino botanico, è un ambiente naturale ricreato artificialmente che raccoglie una grande varietà di piante categorizzate per scopi scientifici e per l'educazione dei visitatori. Spesso associato ad esso vi sono una biblioteca ed un erbario per lo studio e la catalogazione delle specie.

### Case museo
La Casa museo è un'abitazione trasformata in museo, dove gli arredi, i cimeli e gli oggetti di uso personale e quotidiano fanno parte del percorso espositivo, oltre ad eventuali opere di altro genere come sculture, collezioni e quadri.

### Musei della moda
Il Museo della moda è uno spazio dove si conservano e si presentano al pubblico collezioni legate al tema della moda.

## Musei famosi
Uno dei musei più conosciuti al mondo è sicuramente il Museo del Louvre di Parigi, così come la Galleria degli Uffizi di Firenze (il museo d'arte italiano più visitato), il British Museum di Londra, il Museo del Prado di Madrid, i Musei Vaticani a Roma, o la catena di musei Smithsonian a Washington, il Kunsthistorisches Museum di Vienna, il Rijksmuseum di Amsterdam, l'Ermitage di San Pietroburgo, il complesso dell'Isola dei Musei di Berlino, il Metropolitan Museum di New York.